# ...Featuring Norah Jones
…Featuring Norah Jones från 2010 är ett samlingsalbum med Norah Jones. Det innehåller sånger med andra artister på skivor där Norah Jones medverkar och sånger med Norah Jones på andra artisters skivor.

## Låtlista
| Spår | Låttitel                                                  | Artist                 | Tidigare utgiven på                | Längd |
| ---- | --------------------------------------------------------- | ---------------------- | ---------------------------------- | ----- |
| 1    | "Love Me"                                                 | The Little Willies     | The Little Willies                 | 3:51  |
| 2    | "Virginia Moon" (feat. Norah Jones)                       | Foo Fighters           | In Your Honor                      | 3:51  |
| 3    | "Turn Them" (feat. Norah Jones)                           | Sean Bones             | Rings                              | 4:03  |
| 4    | "Baby, it's Cold Outside" (feat. Norah Jones)             | Willie Nelson          | American Classic                   | 3:58  |
| 5    | "Bull Rider (and Sasha Dobson)"                           | Norah Jones            | iTunes Originals                   | 2:59  |
| 6    | "Ruler of My Heart" (feat. Norah Jones)                   | Dirty Dozen Brass Band | Medicated Magic                    | 2:59  |
| 7    | "The Best Part"                                           | El Madmo               | El Madmo                           | 3:25  |
| 8    | "Take Off Your Cool" (feat. Norah Jones)                  | Outkast                | Speakerboxxx/The Love Below        | 2:38  |
| 9    | "Life Is Better" (feat. Norah Jones)                      | Q-Tip                  | The Renaissance                    | 4:27  |
| 10   | "Soon the New Day" (feat. Norah Jones)                    | Talib Kweli            | Eardrum                            | 4:04  |
| 11   | "Little Lou, Ugly Jack, Prophet John" (feat. Norah Jones) | Belle & Sebastian      | Belle & Sebastian Write About Love | 4:25  |
| 12   | "Here We Go Again" (feat. Norah Jones)                    | Ray Charles            | Genius Loves Company               | 3:59  |
| 13   | "Loretta" (feat. Gillian Welch & David Rawlings)          | Norah Jones            | Live in 2004                       | 3:16  |
| 14   | "Dear John" (feat. Norah Jones)                           | Ryan Adams             | Jacksonville City Nights           | 4:36  |
| 15   | "Creepin' In" (feat. Dolly Parton)                        | Norah Jones            | Feels Like Home                    | 3:00  |
| 16   | "Court & Spark" (feat. Norah Jones)                       | Herbie Hancock         | River: The Joni Letters            | 7:36  |
| 17   | "More than This" (feat. Norah Jones)                      | Charlie Hunter         | Songs from the Analog Playground   | 4:11  |
| 18   | "Blue Bayou" (feat. M. Ward) (Live in Austin)             | Norah Jones            | Live from Austin, TX               | 3:43  |

## Listplaceringar i Norden
| Lista (2010–11) | Topplacering |
| --------------- | ------------ |
| Sverige         | 27           |
| Norge           | 40           |
| Finland         | 47           |